# Sean Morley
Sean Allen Morley (6 de marzo de 1971) es un luchador profesional retirado canadiense que trabaja para la WWE y conocido por trabajar con la Total Nonstop Action Wrestling (TNA). A lo largo de su carrera, ha luchado bajo los nombres de Val Venis, Sean Morley, Steel, Chief Morley y Big Valbowski.
Morley es una vez Campeón Mundial al haber ganado en una ocasión el Campeonato Mundial Peso Pesado del CMLL. Aparte, destacan dos reinados como Campeón Intercontinental de la WWF, un reinado como Campeón Europeo de la WWF y un reinado como Campeón Mundial en Parejas de la WWE. Además, fuera de la WWF ha logrado varios campeonatos, sobre todo en la World Wrestling Council y en el Consejo Mundial de Lucha Libre.

## Carrera

### Inicios
Morley empezó a entrenar y a luchar a principios de los 90 abjo la tutela de Jason y Dewey "The Missing Link" Robertson. Morley debutó en el circuito independiente canadiense antes de hacer apariciones internacionales y firmar con la All Japan Pro Wrestling (AJPW) en Japón, el Consejo Mundial de Lucha Libre (CMLL) en México y la World Wrestling Council (WWC) en Puerto Rico. En Japón luchó bajo el nombre de Sean Morgan, ya que para los japoneses les era difícil pronunciar su verdadero apellido debido al parecido fonético entre la L y la R. En Puerto Rico se llamó Glamour Boy Sean e hizo pareja con Glamour Boy Shane, siendo conocidos como The Glamour Canadian Boys. Junto a Shane derrotó en 1995 a Invader #1 & Rex King, ganando el Campeonato Mundial en Parejas de la WWC, perdiéndolo ante ellos en 1995. Sin embargo, el 26 de noviembre derrotó junto a Rex King a The International Males (Christopher Daniels & Kevin Quinn), ganando el campeonato por segunda vez, pero el 9 de marzo de 1996 lo perdieron ante Huracán Castillo, Jr. & Ray González. El 6 de abril les volvieron a derrotar, consiguiendo el título por tercera vez, pero lo perdieron el 4 de marzo de 1996 ante Ray González & Ricky Santana. Luego, el 30 de marzo derrotó a El Bronco, ganando el Campeonato Televisivo de la WWC. En México usó una máscara de apariencia mecánica y fue conocido como Steele, ganando el 17 de abril de 1997 el Campeonato Mundial Peso Pesado del CMLL al derrotar a Rayo de Jalisco, Jr. Morley retuvo el título hasta septiembre de 1997, ya que lo dejó vacante al firmar con la WWF. El Campeonato Televisivo de la WWC lo retuvo hasta el 3 de marzo de 1999 a pesar de haber firmado con la WWF, siendo reconocido como campeonato oficial. El 3 de marzo, la WWC dejó vacante el título.

### World Wrestling Federation / Entertainment (1998-2009)

#### 1998
Morley debutó en la World Wrestling Federation (WWF) bajo el nombre de Val Venis (pronunciado Val Vines), teniendo un gimmick de estrella porno. El personaje fue introducido en una serie de vídeos que mostraban el estilo de vida de Venis, en algunos participando en (no explícitas) escenas de cama con la actriz porno Jenna Jameson.
Venis debutó el 18 de mayo de 1998 en Raw is War, derrotando a Scorpio. Poco después entró en un angle con el stable Kaientai, ya que había grabado una película porno con la esposa (Kayfabe) del líder del stable, Shian-Li-Tsang. Como resultado, los miembros de Kaientai se enfrentaron a Venis, perdiendo todos ante él. Teniendo una racha de victorias de cuatro meses, Morley apareció luego en el evento Fully Loaded, ganando contra Jeff Jarret pero eso causaría que Debra, la esposa de Jeff, comenzaría a enamorarse de Val Venis causando así que hasta parecía que iba a traicionar a su esposo con el fin de estar más tiempo con Val, y eso pasó. Luego, el 17 de agosto en Raw, se enfrentaría a Val y justo ahí Debra iba a atacar a Val con la gitarra y casi pasa pero al final le dio a Jeff causando así que Val Venis lo derrotara y cuando escapaba con Debra en sus brazos entraran ellos dos a una limosina con Debra con una bikini y unas orejas de conejita y Val con un moño y la limosina tenía la matrícula recién casados Val y Debra aparecían cada vez más en el ring juntos. El feudo acabó una semana más tarde en un combate sin resultado entre él y Michinoku.
Tras el feudo, Venis tuvo su primera oportunidad por un título en SummerSlam ante D'Lo Brown por el Campeonato Europeo de la WWF, ganando Brown por descalificación. Tras esto, empezó una storyline en la que fue acusado de dormir con esposas de otros luchadores. Esto le ocasionó un feudo con Dustin Runnels, ya que Venis mostró su nueva película pornográfica en la que aparecía él con la esposa de Dustin, Terri Runnels, que mantuvo una relación con Venis. El feudo acabó en Breakdown, donde Venis derrotó a Runnels. En la edición de Raw del 12 de octubre Morley participó en un torneo por el Campeonato Intercontinental, derrotando a Marc Mero en la primera ronda pero perdiendo ante Ken Shamrock en las semifinales. La misma noche, Dustin Runnels volvió con su gimnick de Goldust. Venis siguió con su feudo contra él, ganando Goldust en Judgment Day. Volvieron a enfrentarse en Capitol Carnage, donde Morley se hizo con la victoria, acabando el feudo. No obstante, cuando Terri anunció que estaba embarazada, Venis la dejó.
En el fin del año formó equipo con el "proxeneta" The Godfather, llamándose de forma extraoficial "Supply and Demand". Comenzaron haciendo dúo en la edición del 7 de diciembre contra The Acolytes El dúo solo duró una semana más, incluyendo una derrota ante Mark Henry & D'Lo Brown, quienes tenían un gimnick parecido al de ellos, en Rock Bottom, y otro combate contra The Brood.

#### 1999
Morley participó en el Royal Rumble, pero fue eliminado por Triple H. Después, Venis empezó un feudo con el Campeón Intercontinental Ken Shamrock al hacer con su hermana una película pornográfica. Ambos se enfrentaron en St. Valentine Massacre Day en una lucha donde Billy Gunn era el árbitro especial. Venis ganó el Campeonato Intercontinental al derrotar a Shamrock, pero luego Gunn le atacó. En el RAW del día siguiente, retuvo el título con éxito ante Gunn, pero el 15 de marzo lo perdió ante Road Dogg. En WrestleMania XV, Morley intentó recuperar el título en una lucha contra Shamrock, Goldust y Road Dogg, pero Dogg retuvo el campeonato. Luego empezó un feudo con Jeff Jarrett y Debra, a quienes derrotó en Over the Edge con la ayuda de Nicole Bass. El resto del año siguió peleando en RAW e hizo pareja con The Godfather, enfrentándose el 9 de julio de 1999 a The Hardys por el Campeonato en Parejas de la WWF en una lucha donde también participaron The Acolytes (Bradshaw & Faarooq) y The Pierced Pals (Droz & Albert).
Tras esto, Morley empezó un feudo con Steve Blackman, a quien derrotó en Unforgiven y en Rebellion derrotó a Mark Henry. Luego empezó un feudo con Mick Foley, enfrentándose a su alter ego, Dude Love, en RAW y a Mankind en No Mercy. Tras esto, empezó un feudo con el Campeón Europeo The British Bulldog. En Survivor Series, el Team Venis (Val Venis, Mark Henry, Gangrel & Steve Blackman) derrotó al Team Bulldog (The British Bulldog & the Mean Street Posse (Rodney, Pete Gas & Joey Abs), siendo Venis el último superviviente de la lucha junto a Henry. En Armageddon, Venis derrotó a Bulldog, ganando el Campeonato Europeo de la WWF.

#### 2000-2001
Morley perdió el Campeonato Europeo ante Kurt Angle el 10 de febrero de 2000 en SmackDown!. Luego se volvió el mánager de Trish Stratus e intentó hacerse con el Campeonato Intercontinental varios meses, enfrentándose a luchadores como Chris Benoit, hasta que el 5 de julio de 2000, Morley derrotó a Rikishi, ganando el Campeonato Intercontinental. Sin embargo, en SummerSlam lo perdió ante Chyna. En septiembre de 2000 se unió al equipo de Steve Richards Right to Censor, ya que fue abducido por los miembros The Godfather y Bull Buchanan. El equipo era una parodia de las asociaciones que criticaban a la WWF por la violencia y sexo que mostraban en pantalla, por lo que el grupo empezó a censurar a los luchadores. A causa de esto, empezaron un feudo con The Acolytes (Bradshaw & Faarooq) y The Dudleyz (Bubba & Devon), enfrentándose en Unforgiven con victoria para Right to Censor. Luego empezaron un feudo con Chyna y Mr. Ass por su polémico personaje, enfrentándose Morley & Steve Richards a ellos dos en No Mercy, ganando de nuevo Right to Censor, obligando a Mr. Ass a dejar ese personaje. Sin embargo, continuó su feudo con Chyna, a quien derrotó en Armageddon. Luego empezaron un feudo con Tazz, a quien se le unió The Acolytes Protection Agency, enfrentándose los tres a Buchanan, Venis y The Goodfather en WrestleMania X-Seven, lucha que perdió Right to Censor. Poco después, cuando empezó la storyline de The Invasion, Right to Censor se disolvió y Morley fue apartado de la televisión al no tener planes para él. Durante este tiempo, Morley se sometió a una cirugía para eliminar excrecencias óseas de sus días como motociclista.

#### 2002
Val Venis volvió a la acción, en el Royal Rumble 2002, donde ingresó en el puesto 20, pero poco después fue eliminado por Steve Austin. En WWE Raw tuvo dos peleas muy cortas con Stone Cold Steve Austin y Mr. Perfect antes de ser reclutado para SmackDown!  durante la extensión de la marca.
En SmackDown!, comenzó a llamarse a sí mismo "The Big Valbowski" y se alineó con Edge, Randy Orton, Billy Kidman y Hardcore Holly y peleó contra Chris Jericho, Deacon Batista y Reverend D-Von.
En Junio, compitió en el torneo King of the Ring de 2002. Derrotó a Christian en la primera ronda, luego perdió ante Chris Jericho en los cuartos de final.

#### 2003

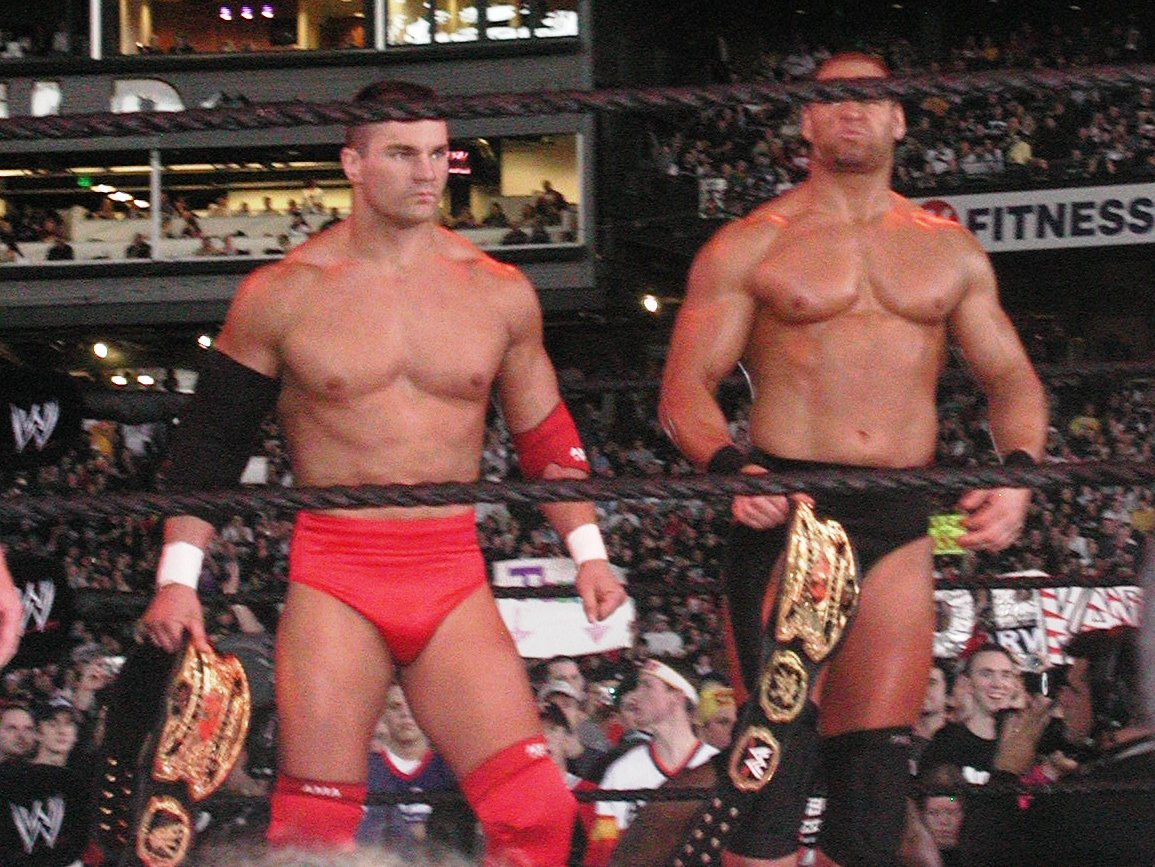
Morley como Campeón Mundial en Parejas con Lance Storm.

El 10 de febrero Vince McMahon despide a Chief Morley y lo obliga a pelear en una lucha handicap contra los Dudleyz. El 24 de marzo Chief remplaza al lesionado William Regal y obtiene el título mundial de parejas junto a Lance Storm. El 30 de marzo, en Wrestlemania 19 Storm y Morley vencen a Kane y RVD para retener el título. Pero solo un día después, Kane y RVD vencieron a Storm y Morley y a los Dudleyz en una lucha de eliminación para obtener los títulos mundiales de parejas. El 14 de abril, Storm y Morley tuvieron una lucha por el título, pero Kane y RVD los derrotaron nuevamente.
El 5 de mayo Chief Morley fue derrotado por Jerry the King Lawler y fue despedido por Eric Bischoff.
El 18 de mayo Val Venis reapareció con este nombre y participó en una Battle Royal por el título Intercontinental pero fue eliminado rápidamente.

#### 2004-2007
El 18 de abril de 2004 Val Venis venció a Matt Hardy en Backlash. Una semana después fue derrotado por Randy Orton en una lucha por el título intercontinental. A partir de ahí participó en varios combates sin importancia en el Heat hasta el 24 de enero de 2005, cuando luchó en un combate de calificación para el Royal Rumble de ese año, pero perdió ante Muhammad Hassan y no pudo participar. Siguió participando en luchas en el Heat y el 30 de mayo aceptó el Masterlock Challenge, donde Chris Masters lo derrotó. A partir de ahí lo han considerado un luchador de poca calidad y la compañía Raw solo lo utilizaba para el Heat.

#### 2008-2009
En un combate para clasificarse para el Money in the Bank, Val Venis fue derrotado por Mr. Kennedy, después de que este le aplicase el Mic Check.
Participó en la batalla real de 24 hombres de WrestleMania XXIV, pero no la ganó. En el siguiente capítulo de Raw, después de WrestleMania, tuvo una lucha contra Umaga que perdió después de un Samoan Splash y un Samoan Spike. El miércoles 16 de 2008, Val Venis se operó con éxito de su talón de Aquiles, el hombro.
Era muy probable que fuera el nuevo gerente general de RAW, ya que ganó unas votacionas sobre quien lo sería , entre Armando Estrada y demás , con un 61%, aunque estas votaciones luego no servirían para nada , ya que se coronó como GM a Mike Adamle, seguramente porque Vince tenía pensado que saliera otro.
El 9 de enero de 2009, Morley fue despedido de la WWE.

### Total Nonstop Action Wrestling (2010)
Morley apareció en un segmento tras bastidores el 4 de enero de 2010 durante el TNA iMPACT! en directo de tres horas, jugando con The Beautiful People al Strip Poker. El 14 de enero empezó un feudo con Daniels después de que le atacara, derrotándole en Genesis. Tras esto, el 5 de marzo, derrotó a Jeff Jarrett en un "Falls Count Anywhere match", cambiando a heel. Sin embargo, el 6 de marzo fue despedido de la TNA.

### Circuito Independiente (2010-2018)
Después de salir de TNA Morley entró en el circuito independiente donde estuvo alrededor de 8 años, hasta su retiro en 2018.

## Campeonatos y logros
- Consejo Mundial de Lucha Libre
  - CMLL World Heavyweight Championship (1 vez)
  - Gran Prix Internacional del CMLL (1997)[14]
- Extreme Wrestling Entertainment
  - EWE Hardcore Championship (1 vez)
- Fédération de Lutte Britannique
  - BWF Heavyweight Championship (1 vez)
- Heartland Wrestling Association
  - HWA Tag Team Championship (1 vez) - con Steve Bradley
- International Wrestling Association
  - IWA World Tag Team Championship (1 vez) - con Ricky Santana[15]
- World Wrestling Council
  - WWC World Tag Team Championship (3 veces) - con Glamour Boy Shane (2) y Rex King (1)[16]
  - WWC Television Championship (2 veces)[17]
- World Wrestling Federation/Entertainment
  - WWE World Tag Team Championship (1 vez) - con Lance Storm
  - WWF Intercontinental Championship (2 veces)
  - WWF European Championship (1 vez)

- Pro Wrestling Illustrated
  - Situado en el N°56 en los PWI 500 de 1997[18]
  - Situado en el N°105 en los PWI 500 de 1998[19]
  - Situado en el N°25 en los PWI 500 de 1999[20]
  - Situado en el Nº74 en los PWI 500 de 2000[21]
  - Situado en el N°127 en los PWI 500 de 2001[22]
  - Situado en el N°74 en los PWI 500 de 2002[23]
  - Situado en el N°54 en los PWI 500 de 2003[24]
  - Situado en el N°99 en los PWI 500 de 2004[25]
  - Situado en el N°135 en los PWI 500 de 2005[26]
  - Situado en el N°183 en los PWI 500 de 2006[27]
  - Situado en el N°245 en los PWI 500 de 2007[28]
  - Situado en el Nº318 en los PWI 500 de 2008[29]
  - Situado en el Nº365 en los PWI 500 de 2009[30]
  - Situado en el Nº297 en los PWI 500 de 2010[31]
  - Situado en el N°331 dentro de los mejores 500 luchadores de la historia - PWI Years, 2003.[32]
- Otros títulos
  - NCW Heavyweight Championship (1 vez)
  - IPW Tag Team Championship (1 vez) - con Eric Shafee